# The Critic (film, 2023)
Pour les articles homonymes, voir The Critic.
Pour plus de détails, voir Fiche technique et Distribution.
The Critic est un film britannique réalisé par Anand Tucker et sorti en 2023. Il s'agit d'une adaptation du roman Curtain Call d'Anthony Quinn publié en 2015.
Le film est présenté au festival international du film de Toronto 2023.

## Synopsis
Londres, 1934. Jimmy Erskine est Critique de théâtre au Daily Chronicle. Le tabloïd est désormais détenu et dirigé par le vicomte David Brooke, après la mort de son père. Alors que Jimmy se plaît à écrire des critiques acerbes sur les pièces de théâtre qu'il juge en deçà de ses attentes, son employeur lui demande de tempérer ses propos.
Alors qu'il se fait arrêter pour homosexualité en compagnie de son secrétaire et amant Tom Turner, Jimmy est licencié par Brooke, tout comme d'autres employés plus âgés. Le critique va alors préparer sa vengeance en persuadant Nina Land, une jeune actrice, de participer à un complot visant à séduire Brooke — déjà amoureux d'elle — en échange de critiques élogieuses. Erskine fait alors chanter Brooke pour qu'il lui rende son emploi. Lorsque Brooke découvre que Nina Land est également l'amante de Stephen Wyley, son gendre, il se suicide.
Poussée par la culpabilité pour son rôle dans ce complot, Nina Land, ivre, rend visite à Erskine, qui, craignant qu'elle ne révèle la vérité, la noie dans un bain. Erskine persuade alors Turner de l'aider à se débarrasser du corps, et lorsqu'il est découvert, on présume que l'actrice s'est suicidée.
Finalement, Turner rend visite à la nouvelle propriétaire du Chronicle, la fille de Brooke, et passe aux aveux. Erskine est arrêté et emprisonné.

## Fiche technique
- Titre original et français : The Critic
- Réalisateur : Anand Tucker
- Scénario : Patrick Marber, d'après le roman Curtain Call d'Anthony Quinn
- Musique : Craig Armstrong
- Langue originale : anglais britannique
- Genre : drame, thriller
- Durée : 101 minutes
- Dates de sortie :
  - Canada : 7 septembre 2023 (festival de Toronto)
  - Royaume-Uni : 13 septembre 2024
  - France : 16 mars 2025 (1re diffusion sur Canal+)

## Distribution
- Ian McKellen (VF : Frédéric Cerdal) : Jimmy Erskine
- Gemma Arterton (VF : Chloé Berthier) : Nina Land
- Mark Strong (VF : Jérôme Keen) : David Brooke
- Ben Barnes (VF : Alexandre Coadour) : Stephen Wyley
- Lesley Manville (VF : Annie Le Youdec) : Annabel Land
- Romola Garai (VF : Bérangère Rochet) : Cora Wyley
- Alfred Enoch (VF : Pierre-Henri Prunel) : Tom Turner
- Nikesh Patel (VF : Christophe Seugnet) : Ferdy Harwood
- Jay Simpson (VF : Alexis Bourtereau) : Slyfield
- Claire Skinner : Mary Brooke
- Rebecca Gethings : Joan Harris
- Ron Cook (VF : Jean-Pierre Leblan) : Hugh Morris
- Beau Gadsdon (VF : Emma Darmon) : Freya Wyley

 Source et légende : version française (VF) sur RS Doublage et sur le carton de doublage français du générique.